# 20794 Ryanolson
20794 Ryanolson è un asteroide della fascia principale. Scoperto nel 2000, presenta un'orbita caratterizzata da un semiasse maggiore pari a 2,2971956 UA e da un'eccentricità di 0,1664379, inclinata di 5,09906° rispetto all'eclittica.